# Наталія Нікомедійська
Наталія Нікомедійська (кін ІІІ ст., Нікомедія — поч. IV ст., Віфанія) — християнська мучениця, найбільш відома свята цього імені, дружина мученика Адріана Нікомедійського. У християнській церкві ця мучениця має особливий статус — вона з числа безкровних мучеників (тобто мучениця, яка померла не від пролиття крові (катування, страти), а від внутрішніх душевних, сердечних страждань). 
Традиційно св. мучениця Наталія Нікомедійська зображується на іконах із сувоєм у руках. На сувої написані слова: «Хай зникнуть від розуму твого все, що є мирським, тлінним і душешкідливим». Мощі мучениці Наталії спочивають нині в міланському соборі святого Лоренцо Великого..

## Житіє

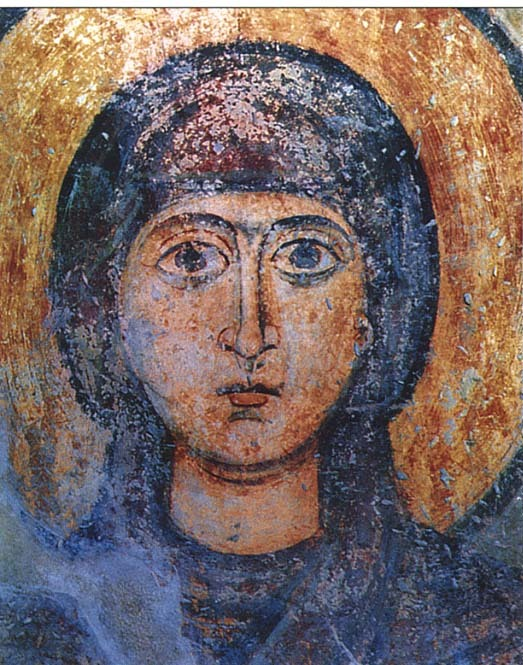
Мучениця Наталія. Фреска XVII ст. Софійський Собор в Києві.

Житіє складено не раніше IV століття. Жила на початку IV століття в місті Нікомедія, яке розташоване на березі Мармурового моря в Малій Азії в області Віфінія (в даний час — турецьке місто Ізміт). Це була своєрідна культурна столиця Риму, де розташовувалися заміські маєтки і вілли багатьох багатих високопоставлених чиновників Риму. В цей час в Римі і в Нікомедії почалися гоніння на християн, які були ініційовані імператором Галерієм Максиміаном на другий рік його правління. Християнство проникло до царського оточення. Після повернення з війни з перемогою імператор вирішив влаштувати в Нікомедії пишне язичницьке свято, розставивши золоті статуї і жертовники. Коли почалося окроплення натовпи народу жертовною кров'ю, вибухнула величезна гроза, громи і блискавки. Натовп в паніці розбігся, багато було затоптано людей, імператор в страху втік. Це стало своєрідним «знаком боротьби» з християнами в Нікомедії. В результаті гонінь за наказом імператора в Різдвяну ніч в Нікомедії були спалені в християнських церквах 20 тисяч християн, які зібралися на святкову службу.  
Наталія виросла в багатій родині. Заміж вона вийшла за начальника судової палати Адріана, який був язичником. На момент прибуття в Нікомедію імператора подружжя прожило трохи більше року. Це було близько 305–311 рр. Сама Наталія була таємною християнкою і була свідком подій. Крім того, їй було доступне вільне відвідування в'язниць, тому вона багато допомагала кинутим в темницю християнам, лікувала їм рани. Її чоловік Адріан був язичником і це дуже засмучувало її. Римський імператор Максиміліан, прибув у Нікомедію, де піддав 23 християн жахливим тортурам. Адріан вів допити християн, був свідком їх мук і дивувався терпінню та вірі християн. Під впливом свого враження він став питати їх про Бога. Під час розмови з мучениками, він переосмислив свої вірування. Він оголосив себе християнином, і що він увірував у Христа і готовий померти за Нього. Тоді мучителі закували Адріана в кайдани й кинули у темницю.
Дізнавшись про це, молода дружина Наталія, яка потай вже була християнкою «була з жалістю рада», що її чоловік увірував у Христа і що йому належить за нього вмерти. Вона поспішила до Адріана в темницю і припавши до його ніг, цілувала його кайдани і розповідала йому про те що його чекає вічне життя в раю. «Мій пане», — говорила Наталія Адріану, — «коли ти станеш перед Богом, умоли Його, щоб і мені скоро йти за тобою і не розлучатися з тобою у блаженній вічності». «Наталия же Адриана в рай премудро введе, священными беседами» сказано у богослужбових текстах святій. 
Перед стратою Адріана відпустили додому, щоб він ще раз побачився з домашніми і можливо відмовився від християнства. Коли він постукав у двері і Наталія почула його голос, вона в жаху не хотіла його впустити в будинок, думаючи, що він злякався і відмовився від подвигу за віру. Але все ж таки вона довірилась йому і впустила. Адріан щиросердно їй усе розповів, що він прийшов тільки попрощатися, що він твердо піде на муки за віру разом з усіма християнами. А Наталія зрозуміла, що йому тепер потрібно її розуміння, допомога у душевному зміцненні Адріана перед муками і смертю. Адріан повернувся у в'язницю. Зранку Наталія прийшла до начальника в'язниці і просила його дозволити їй бути присутньою на страті християн. Їй дозволили. Дізнавшись, що їм спочатку роздроблять молотами коліна, Наталія просила почати з Адріана, бо боялася, що він не витримає мук. Минуло сім днів допитів та очікування кари. Наталія всі ці дні молилася Богу про зміцнення Адріана і християн перед муками і стратою, про зміцнення їх у вірі. Нарешті, прийшов день страти. Адріана вивели з в'язниці і піддали мукам. Наталія до кінця була при ньому, сама тримала його ноги на ковадлі, зміцнювала його віру у розп'ятого Христа, і мала втіху бачити, як він мужньо віддав свою душу Богові. Коли кат трощив йому ноги, Наталія підставила йому праву руку Адріана, щоб він вдарив і по ній. Цю руку зі складеними пальцями хресним знаменням, вона випросила собі. Вдома вона помістила її в особливий ковчег і молилася Богу. Тіла християнських мучеників, як державних злочинців Римської імперії наказано було спалити за містом, тому Наталія не могла їх поховати. Незабаром в Римі і в Нікомедії серед багатих сімей дізналися, що багата Наталія стала вдовою і почалися спроби сватання до неї. Наталія ж благала Бога і свого чоловіка Адріана допомогти їй залишитися вдовою і не виходити вдруге заміж. Так пройшло близько двох років. Імператор сам наказав їй вийти заміж і до неї посватався багатий римський воєначальник. Наталія, взявши ковчег зі святими мощами мученика Адріана таємно сіла на корабель і втекла з Нікомедії. Воєначальник став переслідувати її корабель. Наталія молилася до Бога про захист. На морі стався шторм, серед хмар і зливи корабель военоначальника відстав і зник з виду. Але шторм не змовкав, Наталія Христу молилася про захист, молилася св. мученику Адріану про допомогу. І тут з неба пролився промінь, в якому Наталія побачила св. мученика Адріана. Радість пройняла серце Наталії: дійсно Адріан досяг Царства Небесного і слухає її молитви і допомагає їй. Корабель прибув до берега. Потім Наталія довго поневірялася і ховалася по околицях Віфінії. Нарешті вона дізналася від християн, де зберігаються останки св. мчц. Адріана і християн, страчених разом з ним. Їх не спалили, вони були таємно відвезені. Наталія попрямувала туди. Там Наталія відкрила ковчег і поєднала руку з останками. Сили її покидали, душевні переживання, душевні муки втомили її. Наталія молилася. Молитви її були про те, щоб св. мч. Адріан допоміг їй скоріше померти, піти за ним в Царство Небесне. Біля св. мощей в молитвах вона померла. Так своїми душевними стражданнями свята Наталія також заслужила мученицький вінець, і пішла в Царство Небесне.
Святкування святих мучеників Адріана і Наталії служиться 26 серпня (8 вересня). Традиційно в християнській православній культурі їх шанують як покровителів вінчання.